# Poveri servi della Divina Provvidenza
I Poveri Servi della Divina Provvidenza, o Opera Don Calabria (in latino Congregatio Pauperum Servorum Divinae Providentiae), sono un istituto religioso maschile di diritto pontificio: i membri di questa congregazione clericale pospongono al loro nome la sigla P.S.D.P.

## Storia
La congregazione trae origine dalla Casa Buoni Fanciulli, fondata a Verona, in vicolo Case Rotte, il 26 novembre 1907 dal presbitero italiano Giovanni Calabria (1873-1954), per l'assistenza all'infanzia povera e abbandonata: l'11 febbraio 1932 Girolamo Cardinale, vescovo di Verona, approvò la fraternità di sacerdoti che gestiva l'opera come congregazione di diritto diocesano con il nome di Poveri Servi della Divina Provvidenza.
L'istituto ottenne il pontificio decreto di lode il 25 aprile 1949 e venne approvato definitivamente dalla Santa Sede il 15 dicembre 1956.
Esiste anche il ramo femminile delle Povere Serve della Divina Provvidenza, fondate nel 1910 ed approvate nel 1981.
Il fondatore, beatificato nel 1988, è stato proclamato santo il 18 aprile 1999 da papa Giovanni Paolo II.

## Attività e diffusione
I religiosi dell'Opera Don Calabria si dedicano alla cura e all'accoglienza dei bambini e degli anziani bisognosi e abbandonati; tra i loro fini c'è anche quello di coltivare e sostenere le vocazioni al sacerdozio o alla vita religiosa.
Oltre che in Italia, sono presenti in Africa (Angola, Kenya), nelle Americhe (Argentina, Brasile, Cile, Colombia, Paraguay, Uruguay), in Asia (Filippine, India), in Romania e in Russia: la sede generalizia è a Verona.
Al 31 dicembre 2005, l'istituto contava 74 case e 283 religiosi, 157 dei quali presbiteri.